# Henry Hubert Hayden
Henry Hubert Hayden (25 juillet 1869 - 28 août 1923) est un géologue qui travaille au Geological Survey of India et un alpiniste.

## Biographie
Hayden est né à Derry et étudie au Hilton College en Afrique du Sud, puis la géologie au Trinity College de Dublin. Le 3 janvier 1895, il rejoint le Geological Survey of India (GSI). Il étudie la stratigraphie dans diverses parties de l'Himalaya, en particulier la région de Spiti. Il est géologue dans le Corps expéditionnaire de Tirah, en 1897-1898 et avec la Commission des frontières du Tibet de 1903 avec Francis Younghusband. Il travaille également en Afghanistan de 1907 à 1908. Il est directeur du GSI de 1910 à 1920 et reçoit le CIE en 1911 et est fait chevalier dans les honneurs d'anniversaire de 1920.
Il publie sur la géologie de Spiti avec des parties de Bushahr et Rupshu (1904) et un croquis de la géographie et de la géologie des montagnes de l'Himalaya avec SG Burrard (1907).
Hayden est l'un des fondateurs de l'Indian Science Congress en 1912 et est président les années suivantes. Il est également membre de la Société asiatique du Bengale et son président en 1917–18. Il prend sa retraite en 1922 et retourne en Angleterre. Peu après avoir pris sa retraite, en 1922, Henry Hubert Hayden souhaita géologiser le Tibet, avec pour assistant Möndro. Ses mémoires sur ce voyage, sous le titre de Sport and Travel in the Highlands of Tibet, furent publiés à Londres en 1927. 
Même si Hayden était ravi de découvrir des coquilles d’ammonites fossiles dans l’Himalaya, Möndro a peut-être compris que Hayden recherchait des minéraux stratégiques à usage militaire comme il l’avait fait en Inde.
Hayden est mort lors d'une expédition d'escalade en Suisse à Finsteraarhorn. Il revenait après l'ascension du 12 août lorsque lui et ses deux guides sont tués dans un éboulement. Son corps ainsi que celui de César Cosson n'ont été retrouvés que le 28 août. Ils sont enterrés à Lauterbrunnen le 1er septembre par leurs camarades grimpeurs.